# انجیرسیاه علیا
انجیرسیاه  روستایی از توابع بخش جبالبارز شهرستان جیرفت در استان کرمان ایران که کیفیت مرکبات و زیتون و سایر محصولات سردسیری و گرمسیری  این روستا زبانزد عام و خاص است ولی با بروز خشکسالی های بی سابقه و متوالی دهه های اخیر میزان و کیفیت این محصولات که وابسته به رودخانه دائمی بوده به شدت کاهش یافته و بعضا منقرض شده  و عدم حمایت کافی مسئولین برمکانیزه کردن امر کشاورزی و استفاده بهینه از آب موجود منجر به  برخالی شدن روستا از سکنه شده  و درسالیان نه چندان دور سرسبزی و طراوت و کیفیت  و فراوانی محصولات باغی و زراعی این روستا هر بیننده ای را مسحور می کرد.و کوهای اطراف این روستا نیز میزبان انواع پرندگان وحشی و سایر حیوانات وحشی و درختان پسته وحشی ،و سایرگیاهان دارویی متنوع است که خشکسالی های متوالی و شکار و برداشت بی رویه و بدون ضابطه  برکاهش چشم گیر آنها تاثیر گذاشته  

## جمعیت
این روستا در دهستان سغدر قرار دارد و براساس سرشماری مرکز آمار ایران در سال ۱۳۸۵، جمعیت آن ۲۰ نفر (۷خانوار) بوده‌است.